# Almost Famous
Almost Famous (bra: Quase Famosos) é um filme estadunidense de 2000, do gênero comédia dramática, escrito e dirigido por Cameron Crowe.

## Sinopse
O filme retrata o cenário do rock dos anos 70. Um rapaz de 15 anos consegue trabalho na revista Rolling Stone, e deve acompanhar a banda Stillwater em sua primeira excursão pelos Estados Unidos.

## Elenco
- Billy Crudup.... Russell Hammond

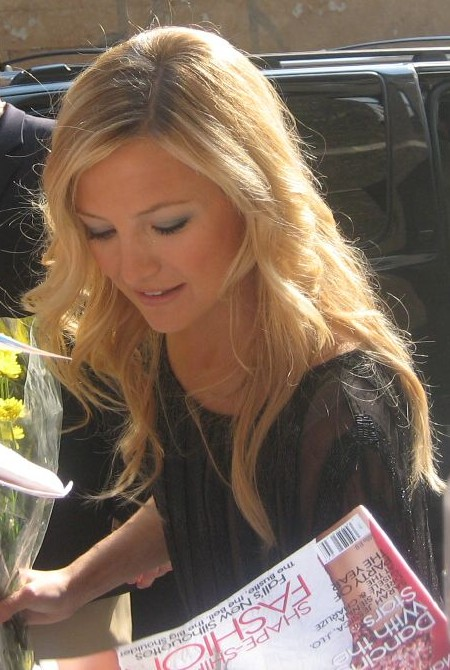
Kate Hudson, estrela de Almost Famous.

- Frances McDormand.... Elaine Miller
- Kate Hudson.... Penny Lane
- Jason Lee.... Jeff Bebe
- Patrick Fugit.... William Miller
- Zooey Deschanel.... Anita Miller
- Michael Angarano.... jovem William
- Anna Paquin.... Polexia Aphrodisia
- Fairuza Balk.... Sapphire
- Noah Taylor.... Dick Roswell
- John Fedevich.... Ed Vallencourt
- Mark Kozelek.... Larry Fellows
- Philip Seymour Hoffman.... Lester Bangs
- Jimmy Fallon.... Dennis Hope

## Inspirações e influências
O filme é semiautobiográfico, uma vez que o diretor Crowe, quando adolescente também escreveu para a revista Rolling Stone e acompanhou parte da turnê da banda Led Zeppelin. A banda fictícia Stillwater, que aparece no filme, é na verdade uma mistura de três grupos que o diretor Cameron Crowe adorava: Led Zeppelin, The Allman Brothers Band e Lynyrd Skynyrd. O personagem interpretado por Phillip Seymour Hoffman também é verídico: o crítico Lester Bangs, que faleceu em 1982, e é considerado até hoje como um dos "papas" do jornalismo musical estadunidense.

## Produção
Jerry Cantrell, guitarrista e vocalista da banda Alice in Chains, era a primeira escolha do diretor Cameron Crowe para o papel de Larry Fellows, baixista da banda Stillwater. Cantrell é amigo de Crowe e já tinha aparecido em dois filmes do diretor, Vida de Solteiro (1992) e Jerry Maguire (1996). Cantrell estava ocupado escrevendo as músicas para o seu álbum solo Degradation Trip, e teve que recusar o papel, que ficou com Mark Kozelek.

## Recepção
No agregador de críticas dos Estados Unidos, o Rotten Tomatoes, na pontuação onde a equipe do site categoriza as opiniões da  grande mídia e da mídia independente apenas como positivas ou negativas, o filme tem um índice de aprovação de 89% calculado com base em 176 comentários dos críticos. Por comparação, com as mesmas opiniões sendo calculadas usando uma média aritmética ponderada, a nota alcançada é 7,9/10 que é seguida do consenso dizendo que, "com suas ótimas atuações e história, é um filme bem elaborado e caloroso que o atrai com sucesso para sua época."
Em outro agregador de críticas também dos Estados Unidos, o Metacritic, que calcula as notas das opiniões usando somente uma média aritmética ponderada de determinados veículos de comunicação em maior parte da grande mídia, o filme tem uma pontuação de 90 entre 100, alcançada com base em  38 avaliações da imprensa anexadas no site, com a indicação de "aclamação universal".

## Principais prêmios e indicações
Oscar 2001 (EUA)
| Ano  | Categoria                | Notas                     | Resultado |
| ---- | ------------------------ | ------------------------- | --------- |
| 2001 | Melhor Atriz Coadjuvante | Frances McDormand         | Indicado  |
| 2001 | Melhor Atriz Coadjuvante | Kate Hudson               | Indicado  |
| 2001 | Melhor Roteiro Original  | Cameron Crowe             | Venceu    |
| 2001 | Melhor Edição            | Joe Hutshing e Saar Klein | Indicado  |

[carece de fontes?]
Globos de Ouro 2001 (EUA)
| Ano  | Categoria                         | Notas                             | Resultado |
| ---- | --------------------------------- | --------------------------------- | --------- |
| 2001 | Melhor Filme - Comédia ou Musical | Melhor Filme - Comédia ou Musical | Venceu    |
| 2001 | Melhor Atriz Coadjuvante          | Frances McDormand                 | Indicado  |
| 2001 | Melhor Atriz Coadjuvante          | Kate Hudson                       | Venceu    |
| 2001 | Melhor Roteiro                    | Cameron Crowe                     | Indicado  |

[carece de fontes?]
BAFTA 2001 (Reino Unido)
| Ano  | Categoria                | Notas                                                                    | Resultado |
| ---- | ------------------------ | ------------------------------------------------------------------------ | --------- |
| 2001 | Melhor Filme             | Melhor Filme                                                             | Indicado  |
| 2001 | Melhor Atriz             | Kate Hudson                                                              | Indicado  |
| 2001 | Melhor Atriz Coadjuvante | Frances McDormand                                                        | Indicado  |
| 2001 | Melhor Roteiro Original  | Cameron Crowe                                                            | Venceu    |
| 2001 | Melhor Som               | Doug Hemphill, Jeff Wexler, Michael D. Wilhoit, Paul Massey e Rick Kline | Venceu    |
| 2001 | Prêmio Anthony Asquith   | Nancy Wilson                                                             | Indicado  |

[carece de fontes?]